# Гаплогруппа T (Y-ДНК)
T — Y-хромосомная гаплогруппа, с 2002 по 2008 года называвшаяся K2. Определяющий ДНК-маркер — это однонуклеотидный полиморфизм (ОНП). ОНП M184, M193, M272, как полагают, филогенетически эквивалентны.

## Происхождение
T (K1b) является потомком субклады LT (K1), происходящей от гаплогруппы K. Сформировалась около 42,6 тыс. лет назад, последний общий предок современных носителей гаплогруппы T жил 26,9 тыс. лет назад.
Гаплогруппу Т ориентировочно связывают с такими древними народами, как шумеры, эламиты и финикийцы.
Луис и др. (2004) предполагают, что присутствие гаплогруппы T на африканском континенте, подобно представителям гаплогруппы R1*, может указывать на более раннюю интродукцию из Азии. Левант, а не Аравийский полуостров, по-видимому, был основным путём проникновения, поскольку египетский и турецкий гаплотипы значительно старше по возрасту (13 700 лет назад и 9000 лет назад соответственно), чем найденные в Омане (всего 1600 лет назад). По мнению авторов, пятнистая современная картина распространения гаплогруппы T-M184 в Африке может поэтому представлять собой следы более широкого раннего местного присутствия клады. Более поздние экспансии популяций, несущих линии E1b1b, E1b1a , G и J, возможно, превзошли носителей клады T-M184 в определённых местах.

## Этногеографическое распределение
Встречается редко. Была обнаружена у фульбе (18 %), сомалийцев (10,4 %), оманцев (8,3 %), египтян (8,2 %), иракцев (7,2 %).
Из других регионов следует отметить южную Индию (5,9 %), ОАЭ (4,9 %), Эфиопию (4,8 %), Ливан (4,7 %), ираку из Танзании (4,7 %), восточную Индию (3,8 %), южный Иран (3,4 %), Турцию (2,5 %) и Пиренейский полуостров (2,5 %). T у 3,9 % итальянцев, из евреев — у 3 % сефардов и 2 % ашкеназов.
У русских с юго-запада России была обнаружена у 1,7 % человек, включая жителей городов: Рославль, Ливны, Пристень, Репьёвка, Белгород и кубанских казаков из Адыгеи. Но она не встречалась ни у кого из североевропейской части России.
Субклад T2-PH110 обнаружен в трёх очень разных географических регионах: на североевропейской равнине, в бассейне Кура-Аракс на Кавказе и в Бутане. Субклад T1-L206 распространён среди современных популяций Европы, Азии и Африки. Похоже, что она возникла в Западной Азии, возможно, где-то между северо-восточной Анатолией и горами Загрос. T1*, возможно, расширилась с культурой докерамического неолита B (PPNB). Большинство мужчин из гаплогруппы T-M184 относятся к субкладу T1a-M70. T1b с умеренно высокой частотой встречается у южноафриканской бантуязычной народности лемба, и на низких частотах — у евреев-ашкенази.

## Палеогенетика
- Гаплогруппа T2c1a была определена у двух образцов из Ашиклы-Хююка (Турция)[20].
- Носителем Y-хромосомной субклады T1a (M70) был обитатель раннего неолита, культура линейно-ленточной керамики (7200 — 7000 л. н.) из Карсдорфа (Саксония-Анхальт, Германия)[21].
- T1a1a обнаружен у неолитического обитателя Малык-Преславеца, T — у образца ANI152 (4683—4406 лет до н. э.) из могилы 43 Варненского могильника (Болгария)[22].
- T, T1a1a*, T1a1a и T1a1a1b2 определены у энеолитических (4500—3900/3800 гг. до н. э.) образцов из израильской пещеры Пкиин (Peqi’in Cave)[23].
- Гаплогруппа T (xT1a1, T1a2a) была обнаружена у представителя культуры докерамического неолита B из Моцы (пригород Иерусалима)[24] и у неолитического обитателя Марокко (3780—3650 гг. до н. э.)[25].
- T1a1a определили у образца I22852 (Hergla, 5985—5754 BP) из Туниса — М — (мтДНК: R0a2)[26]
- T1-L206 (возможно субклад T1a3b-FGC1340/Y8614) обнаружен у образца IV3002.A0101 из могильника Ipatovo 3, постороннего для степной майкопской культуры (Steppe Maykop outlier)[27].
- T1a2b1 определили у образца X века из западновенгерского кладбища Вёрс-Папкерт периода венгерского завоевания  Паннонии[28]
- Гаплогруппу T определили у образца из средневекового славянского курганного погребения XII века на реке Ипуть близ села Дегтярёвка (Брянская область). C учётом локуса DYS576=13 вероятность субклада T1a-M70 по предиктору NevGen превышает 80,3 %. Без учёта этого локуса вероятность T1a-M70 равна 55 %, а вероятность T1a2-L131 равна 44 %[29].
- T1a1a определили у образца ALA138 (1731—1691 год до н. э.) из Телль-Атчана (Алалах, Турция)[30].
- T1a1a1b2b2b1a1a1-CTS9882 обнаружен у римлянина ERS3189333 (QED-2) с горы Корнет-эд-Дейр (Qornet ed-Deir) на севере Ливана, жившего примерно в 244—400 годах[31].
- T1a1a-L208/Page2 обнаружен у образца VK17 из Старой Ладоги (X—XII века)[32].
- T1a2-L131>S27463 определили у образца I3403 (1694—1918 гг.) с озера Роопкунд в Индии[33].